# Andy Palmer

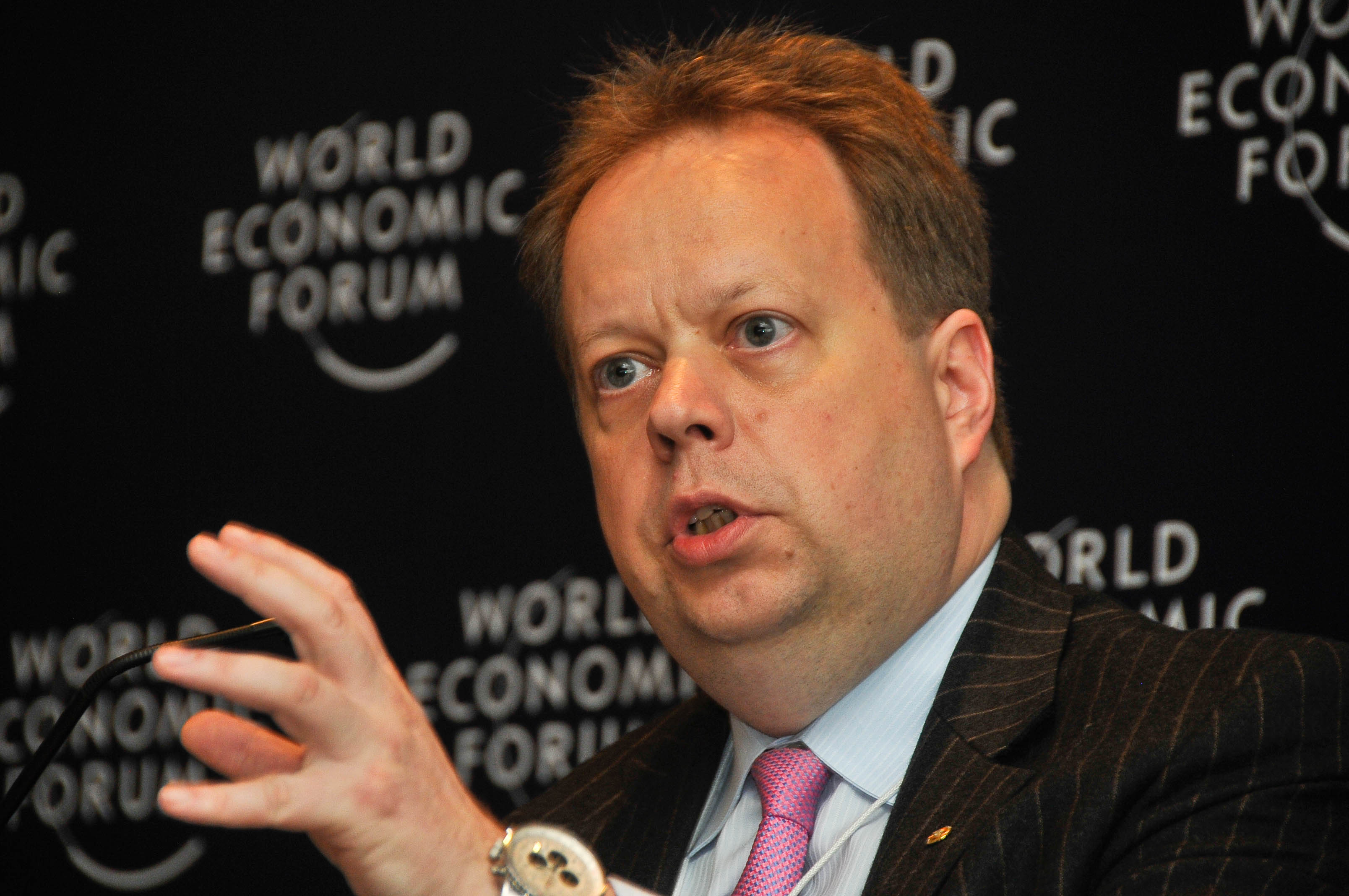
Andy Palmer (2009)

Andrew Charles (Andy) Palmer (* 30. Juni 1963 in Stratford-upon-Avon), CMG, ist ein britischer Ingenieur und Manager. Er war von 2014 bis 2020 Chief Executive Officer des Automobilherstellers Aston Martin.

## Leben
Palmer wurde am 30. Juni 1963 in Stratford-upon-Avon, England, geboren. Er ist verheiratet und hat vier Kinder.

### Ausbildung und akademische Laufbahn
Palmer ging 1979 bei der „UK Automotive Products Limited“ in die Lehre. Er hat den Master-Abschluss in Produkt Engineering der University of Warwick, England, (Juli 1990). Er erhielt den Doktor (PhD) in Management, der Cranfield University, England, (April 2004). Palmer ist Diplom-Ingenieur (Chartered Engineer) und Fellow der Institution of Mechanical Engineers. Palmer besitzt ein Diplom in Industrial Management der Coventry University, England. Palmer ist Mitglied und ehemaliges Vorstandsmitglied von SAE International, und ein Chartered Manager (Member of Chartered Management Institute).
Palmer ist Gastprofessor an der Universität für Landwirtschaft und Technologie Tokio. Im Jahr 2010, erhielt Palmer die Ehrendoktorwürde von der Coventry University.

### Karriere

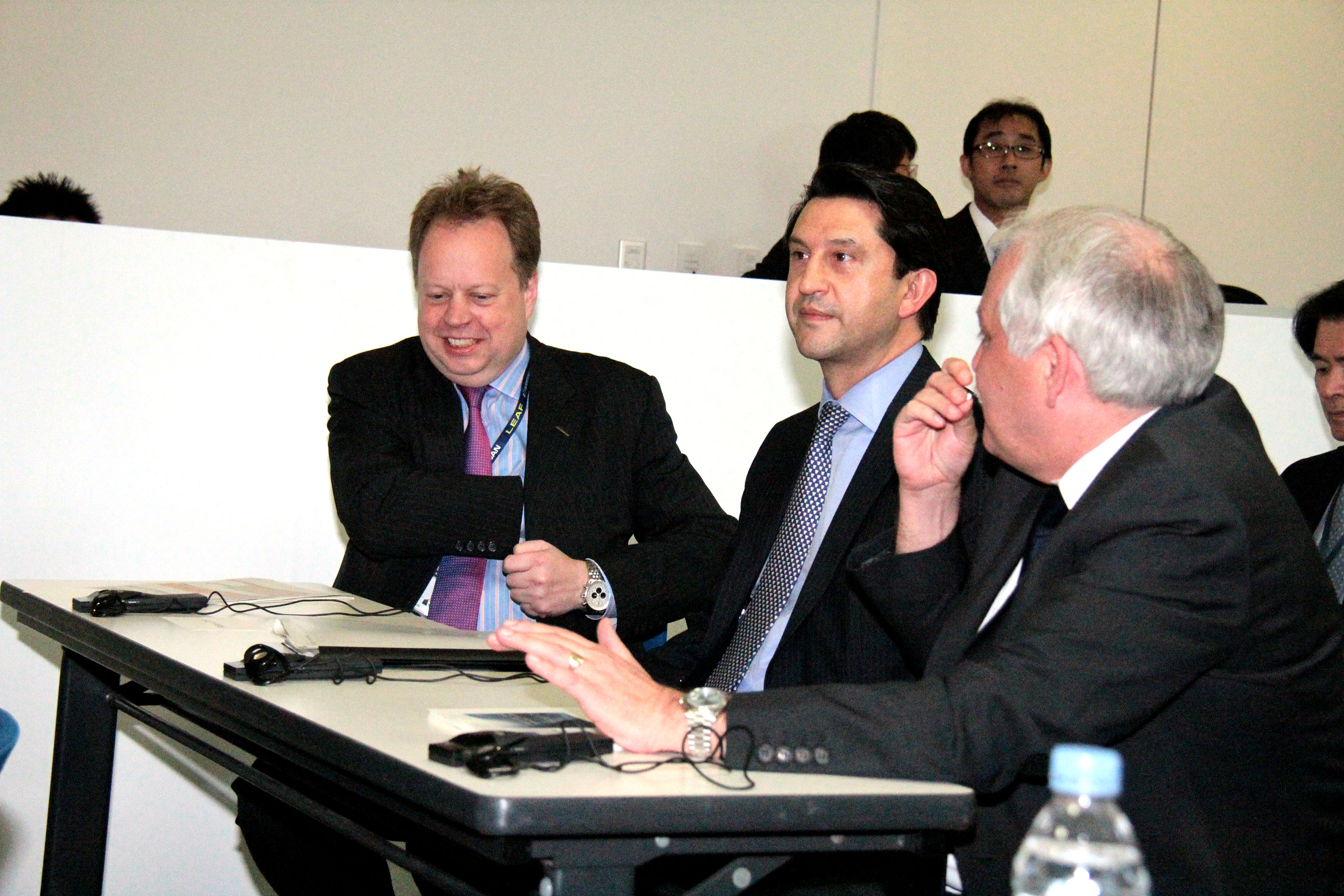
Andy Palmer (links), Bilanzkonferenz 2013 in Yokohama

Palmer begann seine berufliche Laufbahn 1983 als Projekt Ingenieur „UK Automotive Products Limited“. Ab 1991 war Palmer Chefingenieur Handschaltgetriebe von Rover Group.
1991 wechselte Palmer zu Nissan als Mitarbeiter im Verwaltungsbereich des Nissan Technical Centre Europe (NTCE). 2001 wurde er dort zum stellvertretenden Geschäftsführer ernannt.
Im September 2002 zog Palmer nach Japan als Leiter der Abteilung Leichte Nutzfahrzeuge von Nissan. Zusätzlich zu diesen Aufgaben wurde Palmer in 2003 zum President der Nissan Motor Light Trucks Company ernannt. Nachdem die Business Unit Leichte Nutzfahrzeuge im April 2004 fest etabliert war, wurde Palmer im April 2005 zum Corporate Vice President befördert. Im Februar 2009 wurde Palmer zum Senior Vice President berufen, und er trat in das Executive Committee von Nissan ein. Im Oktober 2010 wurde Palmers Aufgabenbereich auf weltweites Marketing, Markenführung und Kommunikation ausgedehnt. Im April 2011 wurde er zum Executive Vice President ernannt.
In seiner Position als Chief Planning Officer war Palmer „verantwortlich für weltweite Produktplanung, weltweites Programm-Management, weltweite Marktforschung, weltweite Informations-Systeme, Infiniti Business Unit weltweit, weltweite Marketing Kommunication, weltweite Geschäftsplanung (inklusive OEM Geschäft), Planung und Strategie emissionsfreie Fahrzeuge, weltweite Batterie Business Unit, und Vertrieb weltweit.“
Palmer wurde bei Nissan als „Haupt-Befürworter von Elektrofahrzeugen“ beschrieben und leitete die Entwicklung des erfolgreichen LEAF-Elektroautos.

### Anerkennungen und Auszeichnungen
2011 stieg unter Palmers Führung Nissans Interbrand Rang in die Top 100 auf, wo er 2013 auf Platz 65 stand. Unter Interbrands „Best Global Green Brands 2013“ nahm Nissan Platz 5 ein. Laut Interbrand machte Palmer „Marketing zur Wissenschaft“.
2012 erhielt Palmer den Spitzenplatz der „50 Einflussreichsten Briten im globalen Automobilgeschäft“, Auto Express nahm ihn in seine Hall of Fame auf.
2013 wurde Palmer im Rahmen der CMO Influence Study von Appinions im Auftrag von Forbes zum einflussreichsten Chief Marketing Officer der Automobilindustrie gekürt, und, nach Phil Schiller von Apple Inc. und Younghee Lee von Samsung zum dritteinflussreichsten insgesamt.
Anlässlich der Jahreswende 2014 wurde Palmer durch die Englische Königin in den Orden von St Michael and St George (CMG) aufgenommen, als Anerkennung für seine Verdienste um die Britische Automobilindustrie.

## Kontroversen
- Auf der Tokyo Motor Show 2011 sagte Palmer, es sei „kompletter Blödsinn“ (“complete bullshit”) anzunehmen, dass Elektrofahrzeuge das CO2 letztendlich nur zum Kraftwerk verlagern. Palmer räumte ein, dass Elektrofahrzeuge noch mehr zum Umweltschutz beitragen könnten, wenn Stromerzeugung auf globaler Ebene nachhaltiger gestaltet würde.[16][17]
- Im Oktober 2013 kam Palmer in die Medien, als er den Toyota GT86 und das Schwestermodell Subaru BRZ „Midlifekrisen-Fahrzeuge“ nannte.[18]
- Im März 2014 zog Palmer die Aufmerksamkeit auf sich, nachdem Global NCAP eine Auswahl der in Indien meistverkauften Fahrzeuge getestet (darunter den Tata Nano, Suzuki-Maruti Alto 800, Ford Figo, Volkswagen Polo und Hyundai i10) und für ungenügend befunden hatte. „Meiner Meinung nach leben die Menschen, die diese Fahrzeuge kritisieren, weil sie nicht europäische oder US-Standards erfüllen, in einer Traumwelt“, wurde Palmer durch Autocar zitiert.[19] Weiter sagte er: „Wir reden hier über Fahrzeuge, die Menschen transportieren, die sonst zu viert oder fünft auf einem Motorrad sitzen. Diese Menschen können sich nicht mehr leisten; und wenn wir die Sicherheitssysteme anpassen treiben wir die Preise nach oben und sie werden wieder das Motorrad auswählen. Ein Auto mit einer Karosse und individuellen Sitzen ist viel sicherer als ein Motorrad.“ Unter den getesteten Fahrzeugen war kein Nissan-Fahrzeug.